# Pavel Ivanovič Neydgardt
Pavel Ivanovič Neydgardt (rusko Павел Иванович (Александр Лоренц Вильгельм) Нейдгардт), ruski general nemškega rodu, * 1779, † 1850.
Bil je eden izmed pomembnejših generalov, ki so se borili med Napoleonovo invazijo na Rusijo; posledično je bil njegov portret dodan v Vojaško galerijo Zimskega dvorca.

## Življenje
7. maja 1786 je vstopil v artilerijo, aprila 1792 pa v dvorni Preobraženski polk; decembra istega leta je bil povišan v vodnika. Novembra 1796 ga je car Pavel I. Ruski osebno povišan v zastavnika; decembra istega leta je bil povišan v poročnika oskrbovalne službe. 
Istočasno je bil premeščen v viborško provinco, kjer je pričel z izdelavo vojaško-topografske karte province; tu je ostal do leta 1805 (v tem času je bil povišan v stotnika in majorja). Pozneje je sodeloval v bitki pri Austerlitzu. Leta 1806 je bil dodeljen generalštabu. Med vojno s Švedi je bil zajet; v vojnem ujetništvu je ostal do konca vojne.
9. februarja 1811 je bil povišan v podpolkovnika; ob pričetku patriotske vojne leta 1812 se je nahajal v štabu poveljnika 1. zahodne armade. 7. avgusta 1813 je postal načelnik štaba korpusa. Leta 1815 je postal načelnik štaba 4. in 6. pehotnega korpusa. 
9. aprila 1816 je bil imenovan za načelnika štaba grenadirskega korpusa, nato pa je 15. februarja 1820 postal poveljnik 26. pehotne divizije; slednja je bila nato preštevilčena v 9. pehotno divizijo. Položaj je zasedal vse do 21. aprila 1825, ko je postal župan Odese.